# Adnan Terzić
Adnan Terzić, född 5 april 1960 i Zagreb i Jugoslavien (nuvarande Kroatien), är en bosnisk politiker. Han var Bosnien och Hercegovinas premiärminister (officiell titel: ordförande för ministerrådet) åren 2002–2007. Han representerade partiet Partiet för demokratisk aktion (SDA).